# Andreas Tegström
Andreas Ulrik Tegström (Jönköping, 18 gennaio 1979) è un allenatore di calcio ed ex calciatore svedese, di ruolo attaccante.

## Carriera

### Giocatore
Tegström iniziò la carriera con la maglia del Tenhult e lo Husqvarna. Nel 2005 passò al Sandefjord. Il 10 aprile dello stesso anno, esordì nell'Adeccoligaen, sostituendo Geir Ludvig Fevang nel pareggio per 1-1 contro lo Strømsgodset. Il 1º maggio segnò una rete nella vittoria per 2-1 sullo Hødd. In seguito alla promozione del club nella Tippeligaen, poté debuttare nella massima divisione norvegese. Il 9 aprile 2006 fu così titolare nel pareggio a reti inviolate contro lo Stabæk. Il 17 aprile siglò la prima rete, nel 2-1 sullo HamKam.
Nel 2007, passò al Fredrikstad. Debuttò in squadra il 3 settembre, subentrando a Raymond Kvisvik nel successo per 2-0 sullo Stabæk, ove andò anche in rete. Nel 2009, passò in prestito allo Hønefoss, giocando il primo incontro con questa maglia il 16 agosto, segnando anche una rete nel 2-0 con cui la squadra superò l'Alta. Contribuì alla promozione della squadra.
Nel 2010 tornò al Fredrikstad, appena retrocesso in Adeccoligaen, e al termine della stagione rimase svincolato. Tornò così in patria, per militare nelle file dello Jönköping. Si è ritirato al termine del campionato 2015.

### Allenatore
Il 30 dicembre 2020 è stato nominato nuovo allenatore del Sandefjord, assieme ad Hans Erik Ødegaard.